# Sunny Border Blue
Sunny Border Blue è il quinto album in studio della cantautrice americana Kristin Hersh. L'album raggiunse la posizione numero 93 nella classifica ufficiale degli album del Regno Unito. Ha anche raggiunto la posizione #50 nella classifica statunitense degli album Billboard Heatseekers e la #33 nella classifica statunitense Billboard Top Independent Albums.

## Recensioni
Sunny Border Blue ha ricevuto recensioni di "acclamazione universale" da parte della critica. Su Metacritic, che assegna una valutazione media ponderata su 100 alle recensioni delle pubblicazioni tradizionali, ha ricevuto un punteggio medio di 81, sulla base di 15 recensioni. Aggregator Album of the Year ha assegnato alla pubblicazione un punteggio di 79 su 100 sulla base di un consenso critico di 7 recensioni.

## Tracce
1. Your Dirty Answer – 5:24
2. Spain – 3:54
3. 37 Hours – 3:26
4. Silica – 4:23
5. William's Cut – 4:03
6. Summer Salt – 4:06
7. Trouble – 3:25
8. Candyland – 4:02
9. Measure – 1:09
10. White Suckers – 4:25
11. Ruby – 4:05
12. Flipside – 3:57
13. Listerine – 4:46